# Грозовой перевал (фильм, 1939)
«Грозовой перевал» (англ. Wuthering Heights) (1939) — чёрно-белый фильм-мелодрама режиссёра Уильяма Уайлера с Лоренсом Оливье и Мерл Оберон в главных ролях. Крупнобюджетная экранизация одноимённого романа Эмили Бронте (1847), осуществлённая на студии United Artists. В фильме показано только 16 из 34 глав романа, второе поколение персонажей было исключено из сюжета. Наряду с вышедшим в том же году фильмом «Унесённые ветром» картина считается вершиной голливудского романтизма 30-х годов.
Фильм был номинирован на 8 премий «Оскар», но награду получил лишь оператор Грегг Толанд. За свою роль Лоренс Оливье был номинирован на свой первый «Оскар». Считается, что благодаря этой роли английский актёр стал известен и востребован Голливуде.
В 2007 году лента была внесена в Национальный реестр фильмов, как обладающая «культурной, исторической или эстетической значимостью». Картина занимает ряд мест в списках Американского института кино: 73-е место в списке 100 лучших американских фильмов (составлен в 1998 году, выбыла в 2007-м), 14-е место в списке 100 величайших звёзд (Лоренс Оливье) и 15-е место в списке 100 самых страстных американских фильмов.

## Сюжет
«На Йоркширских пустошах в Англии сто лет назад стоял дом, такой же мрачный и одинокий, как и местность вокруг него. Только одинокий путник, потерявшийся в бурю, осмелился бы постучать в ворота «Грозового перевала».
Локвуд (Майлз Мэндер), новый владелец поместья «Мыза Скворцов» по пути к соседям попадает в метель и остаётся переночевать в «Грозовом перевале», несмотря на холодное поведение его мрачного хозяина Хитклиффа (Лоренс Оливье). Старый слуга Джозеф (Лео Г. Кэрролл) приводит нежданного посетителя в «покои невесты» наверху, в которых никто не спал много лет. Ночью Локвуд просыпается от холодного сквозняка и обнаруживает, что ставни открыты. Собираясь закрыть окно, он видит женщину снаружи, кричащую: «Хитклифф, впусти меня! Я на вересковых пустошах! Это Кэтрин!» Локвуд зовёт хозяина и рассказывает ему о том, что он видел, после чего разъяренный Хитклиф выбрасывает его из комнаты. Как только Локвуд уходит, Хитклиф отчаянно зовет Кэти, сбегает по лестнице и выходит из дома в метель.
Экономка Эллен Дин (Флора Робсон) рассказывает изумленному гостю, что он видел призрак Кэтрин Эрншо, единственной любви Хитклиффа, умершей много лет назад. Когда Локвуд говорит, что он не верит в призраков, Эллен отвечает что он мог бы, если бы она рассказала ему историю Кэтрин. Начинается долгое воспоминание.
40 лет назад мистер Эрншо (Сесил Келлауэй) подбирает бездомного мальчика на улицах Ливерпуля и привозит того домой, чтобы бродяжка, получивший имя Хитклифф, жил на равных правах с его детьми - Кэти (Мерл Оберон) и Хиндли (Хью Уильямс). Сначала девочка предвзято относится к новому жильцу, но в конце концов приветствует и они становятся очень близкими друзьями, но Хиндли обращается с «цыганским попрошайкой» как с изгоем, особенно после смерти отца, которого тщетно пытался вылечить доктор Кеннет (Дональд Крисп). Примерно 10 лет спустя выросшие Хитклифф и Кэтрин влюбляются и тайно встречаются на Пеннистон-Крэг. Хиндли же вырос распутным деспотом-алкоголиком, продолжающим презирать Хитклифа, которого назначил конюхом.
Однажды ночью, когда Кэтрин и Хитклифф гуляют вместе, они слышат музыку и понимают, что их соседи, семья Линтонов, устраивают вечеринку в своём поместье «Мыза Скворцов». Подростки пробираются внутрь через садовую стену, но на них нападают сторожевые псы. Один из них кусает Кэти в ногу, мистер Джадж Линтон (Сесил Хамфрис) распоряжается позаботиться о девушке и выпроводить Хитклифф. Юноша вынужден оставить друга на попечение соседей. Разъярённый тем, что Кэти была так очарована очарованием и богатством Линтона он обвиняет семью в ее травме и проклинает их всех, клянясь отомстить.
Кэтрин, оставшись на несколько месяцев с Линтонами, полностью выздоравливает, а затем возвращается домой и после долгожданной встречи с Хитклиффом выгоняет влюблённого в неё Эдгара Линтона (Дэвид Нивен), свысока относящегося к обитателям «Грозового перевала». Влюблённые нежно обнимаются на вересковых пустошах. Узнав об ухаживаниях Линтона, Хитклифф просит любимую не связывать свою жизнь с ним, но услышав в ответ лишь оскорбления, даёт Кэтрин несколько пощёчин и уходит на конюшню. Тем же вечером Эдгар делает девушке предложение, после его ухода она рассказывает об этом экономке Эллен, та напоминает ей о Хитклифе, но Кэти легкомысленно замечает, что, выйдя за него замуж, будет унижена, после чего под раскаты грома осознаёт, что подобна ему - не останься на свете никого, кроме Хитклиффа, мир всё равно был бы для неё полон. Хитклифф подслушивает разговор и скачет прочь на лошади, не дослушав. Кэти понимает, что тот всё слышал, испытывает чувство вины и, плача, убегает за ним к болотам во время бушующего шторма, где теряет сознание. Вернувшийся пьяный Хиндли отказывается искать сестру и слугу. Эдгар находит девушку, ослабевшую и заболевшую, и вызывает мистера Кеннета. Вскоре после выздоровления в «Мызе Скворцов» Кэтрин и Эдгар женятся, Эллен переезжает вместе с воспитанницей в «Мызу».
Преданный Хитклифф покидает дом и возвращается из Америки только через два года. Он разбогател, объяснив это тем, что потребовал наследство от отца - китайского императора, и матери - индийской принцессы, и усовершенствовал свой внешний вид и манеры, чтобы произвести впечатление и досадить Кэтрин. Также он тайно приобрёл «Грозовой перевал» у Хиндли, чья страсть к азартным играм и пьянство привели его к финансовому краху. Несмотря на гнев бывшего хозяина, которому не хватает духу застрелить Хитклиффа, тот оставляет Хиндли в поместье и даёт ему выпивку, несмотря на запрет доктора.
Чтобы еще больше рассердить девушку, Хитклифф начинает ухаживать за Изабеллой (Джеральдин Фицджеральд), наивной сестрой Эдгара, посетившей поместье несмотря на запрет брата и пригласившего его на бал. Несмотря на решительные возражения Кэтрин против брака Изабеллы и Хитклиффа, в конце концов они женятся. Брак не приносит Изабелле счастье, она становится мрачной подобно мужу. От доктора Кеннета она узнаёт, что Кэтрин с разбитым сердцем тяжело заболевает лихорадкой, воспалением лёгких и «волей к смерти», но считает, что после её кончины она «воскреснет». Узнав от Эллен о болезни любимой, Хитклифф бросается на «Мызу» вопреки желаниям разочаровавшейся и озлобленной жены.
Больная отправляет мужа нарвать вереск у «замка на холме чуть выше «Грозового перевала», где когда-то она была королевой», Эдгар едет за доктором. Проникший в комнату Хитклифф нежно целует радостную Кэтрин, просящую у него прощения. Эллен предупреждает о приближении Эдгара, Хитклифф и несёт Кэтрин к окну, чтобы она могла в последний раз увидеть вересковые пустоши, обнимающая его девушка говорит, что будет ждать любимого у замка рядом с утёсом, и умирает у Хитклиффа на руках. Тот кладёт тело на кровать и со слезами на глазах произносит: «Кэтрин Эрншо, да не обретёшь ты покоя, покуда я живу на этой земле. Я убил тебя, так явись ко мне привидением, явись к своему убийце. Я знаю, что призраки, которые скитаются по этой земле, всегда буду со мной. Прими любое обличье, сведи меня с ума, но не оставляй меня в этой темноте, Кэтрин, где я не могу тебя найти. Я не могу жить без твоей жизни, я не могу умереть без твоей души».
История заканчивается. Доктор Кеннет присоединяется к разговору, выражая шок от того, что увидел Хитклиффа на пустошах в обнимку с женщиной. Эллен думает, что это была Кэти, доктор борется с сомнениями, а затем признаётся, что при приближении к ним лошадь сбросила его. Подойдя ближе, он обнаружил только мёртвого Хитклиффа в снегу. Женщина исчезла, и никаких признаков ее присутствия не было. Локвуд спрашивает: «Он мертв?», мистер Кеннет кивает, но Эллен говорит: «Нет, он не мертв, доктор Кеннет. И не один. Он с ней. Они только-только начинают жить. До свидания, Хитклифф, до свидания, моя дорогая и единственная Кэти».
Фильм заканчивается кадром снежной скалы, к которой, держась за руки, идут два призрака.

## Создание фильма
На главную женскую роль Оливье предлагал свою невесту Вивьен Ли, однако продюсеры остановили свой выбор на кандидатуре Оберон, т.к. до выхода «Унесённых ветром» актриса не считалась звездой первой величины.
В последней сцене герои Оливье и Оберон, взявшись за руки, удаляются в мир счастливого будущего. И режиссёр, и актёры отказались участвовать в съёмке этой глуповатой сцены, не соответствующей тону романа и фильма. Тогда к съёмкам хэппи-энда по настоянию продюсера Сэмюэла Голдвина были привлечены дублёры.

## В ролях
- Лоренс Оливье — Хитклифф, воспитанник мистера Эрншо
- Мерл Оберон — Кэтрин Эрншо/Линтон
- Дэвид Нивен — Эдгар Линтон, муж Кэтрин
- Флора Робсон — Эллен "Нелли" Дин, экономка Линтонов
- Дональд Крисп — доктор Кеннет
- Джеральдин Фицджеральд — Изабелла Линтон, младшая сестра Эдгара
- Лео Г. Кэрролл — Джозеф, слуга в «Грозовом перевале»
- Хью Уильямс[англ.] — Хиндли Эрншо, брат Кэтрин
- Майлз Мэндер — Локвуд, новый владелец «Мызы Скворцов»
- Сесил Келлауэй — мистер Эрншо
- Сесил Хамфрис[англ.] — мистер Джадж Линтон

## Награды и номинации
Полный перечень наград и номинаций — на сайте IMDB
| Премия                                            | Категория                                      | Имя                          | Результат |
| ------------------------------------------------- | ---------------------------------------------- | ---------------------------- | --------- |
| Премия Нью-Йоркского кружка кинокритиков 1939     | Лучший фильм                                   |                              | Победа    |
| Премия Национального совета кинокритиков США 1939 | 10 лучших фильмов года                         |                              | Победа    |
| Премия Национального совета кинокритиков США 1939 | Лучшая мужская роль                            | Лоренс Оливье                | Победа    |
| Премия Национального совета кинокритиков США 1939 | Лучшая женская роль второго плана              | Джеральдин Фицджеральд       | Победа    |
| Оскар 1940                                        | Лучшая операторская работа (чёрно-белый фильм) | Грегг Толанд                 | Победа    |
| Оскар 1940                                        | Лучший фильм                                   | «Samuel Goldwyn Productions» | Номинация |
| Оскар 1940                                        | Лучший режиссёр                                | Уильям Уайлер                | Номинация |
| Оскар 1940                                        | Лучшая мужская роль                            | Лоренс Оливье                | Номинация |
| Оскар 1940                                        | Лучшая женская роль второго плана              | Джеральдин Фицджеральд       | Номинация |
| Оскар 1940                                        | Лучший адаптированный сценарий                 | Чарльз МакАртур, Бен Хект    | Номинация |
| Оскар 1940                                        | Лучшая работа художника-постановщика           | Джеймс Басеви                | Номинация |
| Оскар 1940                                        | Лучшая оригинальная музыка к фильму            | Альфред Ньюман               | Номинация |

## Критика
Фрэнк С. Ньюджент из The New York Times назвал его «сильным и мрачным фильмом… Это, несомненно, одна из самых выдающихся картин года, одна из лучших, когда-либо созданных мистером Голдвин, и вы должны его посмотреть». Variety написала, что фильм «сохраняет всю мрачную драму книги», но считала, что его «медленный темп» сделает «сюжет еще более скучным для широкой публики». The Film Daily писала: «Блестящая экранизация романа Бронте … Уильям Уайлер согрел историю любви, добившись прекрасной игры от своего актерского состава». Harrison’s Reports писал: «Игра, режиссура и постановка — все превосходно, но история настолько мрачная и безрадостная, что большинство людей покинут театр в депрессии». Джон Мошер из The New York Times написал: «Я уверен, что ни одна экранизация „Грозового перевала“ никогда не могла бы так сильно тронуть сердце, как чтение печатной страницы, тем не менее, постановка Голдвина приближается к качеству суровой, бурной истории с силой, которую никто никогда не ожидал… Редко когда тон великого романа так точно воспроизводится киношниками».